# Forces Armades de Defensa de Moçambic
Les Forces Armades de Defensa de Moçambic (portuguès: Forças Armadas de Defesa de Moçambique) o FADM són les forces armades nacionals de Moçambic. Inclouen l'Estat Major de les Forces Armades i tres armes del servei: Exèrcit, Força Aèria i l'Armada.
Les FADM es van formar a mitjans d'agost 1994 per la integració després del final de la guerra civil de les Forces Populars d'Alliberament de Moçambic (FPLM) amb l'ala militar de la RENAMO.

## Història
Les Forces Armades de Defensa de Moçambic es van formar a mitjans d'agost de 1994 de les faccions enfrontades anteriors de la Guerra Civil de Moçambic, que va acabar el 1992.
Les noves forces armades foren formades a través d'una comissió, la Comissão Conjunta para a Formação das Forças Armadas de Defesa e Segurança de Moçambique (CCFADM), presidida per l'Organització de les Nacions Unides a Moçambic ONUMOZ. Les noves forces armades es van formar mitjançant la integració d'aquests soldats de les antigues Forces Populars per l'Alliberament de Moçambic (FPLM) i els rebels de la Resistència Nacional de Moçambic (RENAMO).
Dos generals van ser nomenats per dirigir les noves forces, un del FRELIMO, el tinent general Lagos Lidimo, que va ser nomenat Cap de la Força de Defensa i el comandant general Mateus Ngonhamo de RENAMO com a Vice Cap de la Força de Defensa. L'ex cap de l'Exèrcit (FPLM), tinent general Antonio Hama Thai, va ser retirat.
El 20 de març de 2008 Reuters va informar que el president Guebuza havia dimitit al Cap i al Vicecap de la Força de Defensa, el general Lagos Lidimo (FRELIMO) i el tinent general Mateus Ngonhamo (RENAMO), substituint-los pel general de brigada Paulino Macaringue com a cap de la Força de Defensa i al comandant general Olímpio Cambora com a vicecap de la Força de Defensa.
Filipe Nyusi fou nomenat Ministre de Defensa el 27 de març de 2008, succeint Tobias Joaquim Dai. El nomenament de Nyussi va arribar gairebé exactament un any després d'un incendi i explosions resultants de municions a l'arsenal Malhazine a Maputo matat més de 100 persones i destruint 14.000 llars. Una comissió investigadora designada pel govern va arribar a la conclusió que el desastre fou provocat per negligència, i Dai "va ser culpat per molts per no actuar a temps per evitar la pèrdua de vides". Encara que no es va donar cap raó oficial per la destitució de Dai, podria haver estat una "reacció retardada" al desastre de Malhazine.
Els tres primers batallons d'infanteria foren estacionats a Chókwè, Cuamba, i Quelimane.
A l'abril de 2010 es va anunciar que "la República Popular de la Xina ha donat material a les FADM per a l'agricultura per valor de 4 milions d'euros, incloent camions, tractors, maquinària agrícola, segadores i motocicletes en el marc de la cooperació bilateral militars. En virtut d'un protocol de cooperació en l'àmbit militar, el Govern de la Xina també proporcionarà suport al Ministeri de Defensa de Moçambic amb al voltant d'1 milió d'euros per a les àrees de formació i logística. El protocol per a la concessió d'ajudes a les Forces Armades per a la Defensa de Moçambic (FADM) va ser signat pel ministre de Defensa de Moçambic, Filipe Nyusi, i l'encarregat de negocis de l'ambaixada de la Xina a Maputo, Lee Tongli."
Moçambic també ha participat en moltes operacions de manteniment de la pau en Burundi (232 personal), Comores, República Democràtica del Congo, Timor Oriental i Sudan. També han participat activament en operacions militars conjuntes com Blue Hungwe a Zimbabwe el 1997 i Blue Crane a Sud-àfrica el 1999.

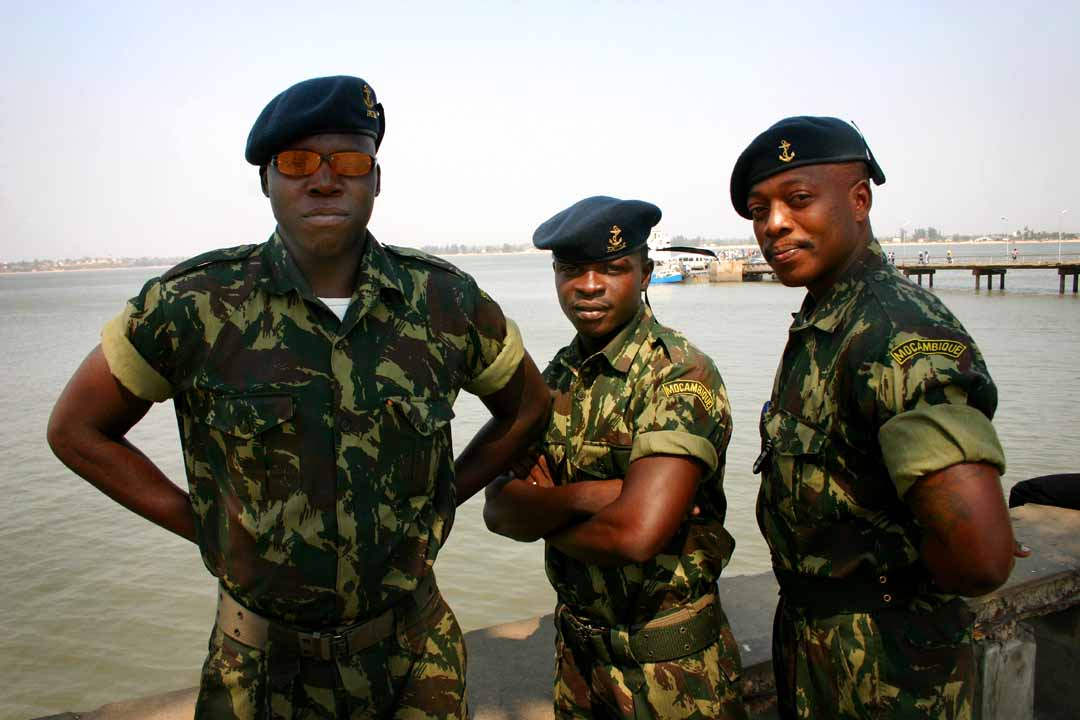
Personal militar de l'Exèrcit de Moçambic

## Forces de Terra
L'Acord General de Pau de 2004 va estipular que la mida de l'exèrcit seria de 24.000 efectius (extrets per igual de FAM i RENAMO), però a causa de la falta d'interès (la remuneració i les condicions potencials de servei eren pobres), mai es va arribar a aquesta xifra.
La informació sobre l'estructura de l'Exèrcit de Moçambic és escassa. L'IISS estima en 1997-98 que consistia en 5 d'infanteria, 3 SF, 1 batalló de logística, i una companyia d'enginyers, amb una força de 4-5,000 efectius.
L'IISS va estimar en 2007 que consistia en una força total de 9-10.000 efectius, amb 7 batallons d'infanteria, 3 batallons de Forces Especials, 2-3 bateries d'artilleria, 2 batallons d'enginyers, i un batalló de logística.

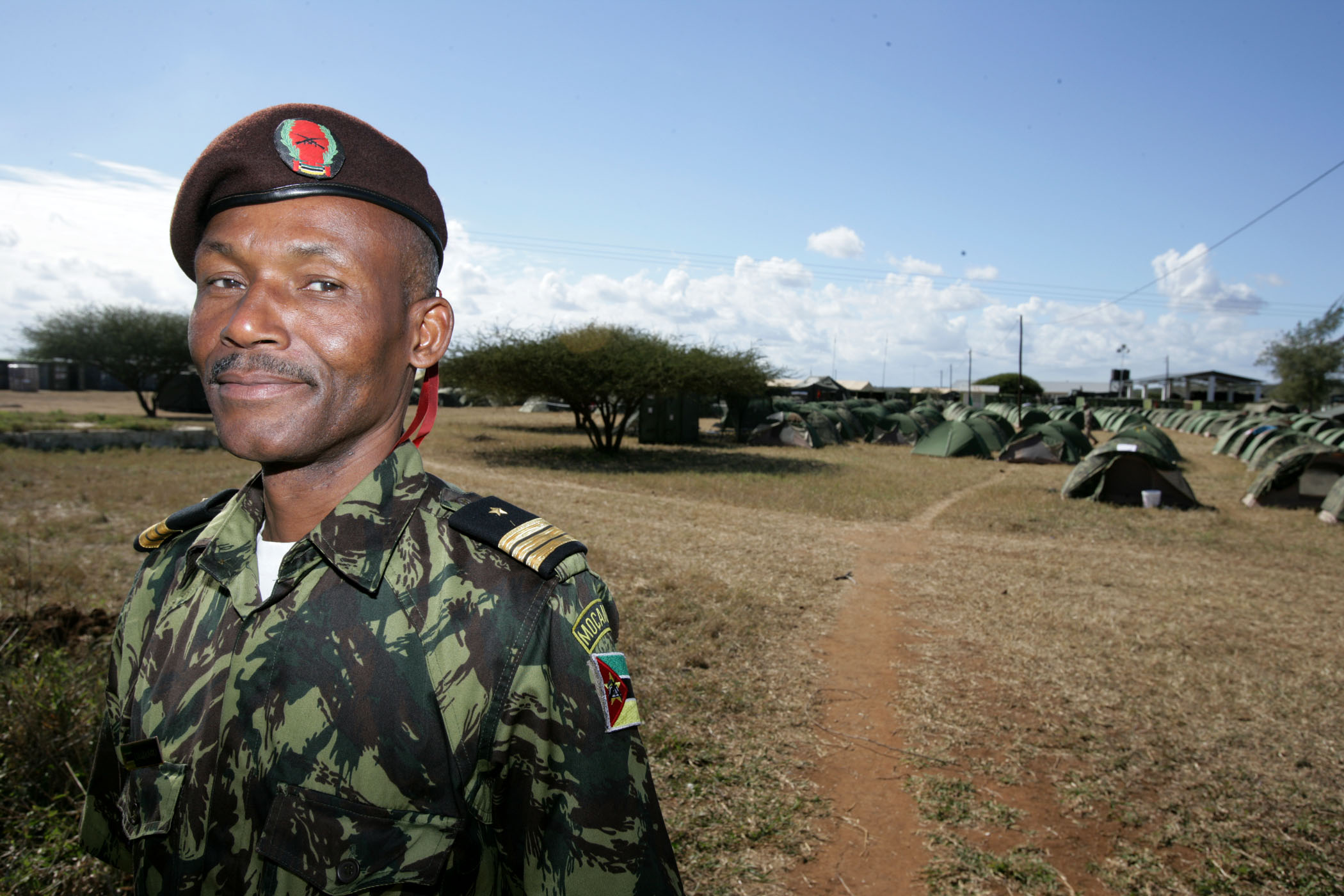
Un oficial de l'exèrcit moçambiquès durant l'Exercici Acord Compartit 2010 amb els Estats Units

Aquestes estimacions d'equips procedeixen del Balanç Militar de l'IISS de 2007. L'estat de l'equip de l'exèrcit de Moçambic, està en un nivell del 10% o menys. Pel novembre de 2011 l'IISS estimà que el personal armat de l'Exèrcit de Moçambic sumava 9,000-10,000 efectius.
- T-54 (més de 60 en servei en 2006)
- T-34
- PT-76 16
- BMP-1 (40 en servei en 2006)
- 30 BRDM-1 i BRDM-2
- BTR-60 (160 en servei)
- BTR-152 (100 en servei)
- Casspir (alguns en servei, potser cinc)
- RG-12
- 12 BM-21 MRL
- 152/130/122/105/100mm artilleria remolcada (102 en servei)
- 52 82-mm and 120-mm morters
- S-125 Neva/Pechora míssil terra-aire
- 9K31 Strela-1 míssil terra-aire
- Strela 2
- 150 ZU-23-2
- 20 ZSU-57-2
- 37 mm automàtica de defensa aèria M1939 (61-K)
- 2K12 Kub
- 10 9K111 Fagot
- Metralladora pesada KPV
- DShK
- Metralladora PK
- FN FAL
- AKM
- SKS
- Browning Hi-Power
- Pistola TT

## Força aèria
La Forca Aérea de Moçambique o FAM va ser part inicialment de l'exèrcit nacional, i de 1985 a 1990 va ser coneguda com a Força Aérea Popular de Libertação. A causa de la història de Moçambic, la força aèria té una història d'ús d'antics avions portuguesos, fins i tot després de la independència el 1975, amb el suport de Cuba i l'URSS. Com a tal hi ha entrada d'avions de fabricació soviètica per donar suport al govern en la guerra civil fins a 1992. Després de l'alto el foc en aquest any, el canvi en les polítiques del govern cap a l'economia d'estil occidental va significar que el suport cubà a la Força Aèria es va reduir i la majoria de les aeronaus han caigut en mal estat en les tres bases principals de Beira, Nacala i Nampula. La FAM és ara efectivament una força simbòlica, i el pressupost de defensa s'ha reduït a l'1.5 del Producte Nacional Brut de Moçambic.
El 2011, la Força Aèria Portuguesa va oferir a la FAM dos Cessna FTB-337 actualitzats amb l'última tecnologia per a l'ús en la formació, evacuació aeromèdica i operacions de vigilància marítima. Això forma part del programa de cooperació tècnico-militar permanent (CTM) entre Portugal i Moçambic. Pel que fa específicament a la FAM, la cooperació portugueso-moçambiquesa també inclou altres accions com la formació dels pilots, tècnics de suboficials i de l'aviació, la creació de la medicina aeronàutica i la centres d'operació aèris i el desenvolupament de la recerca i rescat i les capacitats de seguretat aèria. A més, alguns cadets de Moçambic assisteixen a l'Acadèmia de la Força Aèria Portuguesa.
En 2014, el ministre de Defensa del Brasil va revelar la seva intenció de donar 3 Embraer EMB 312 Tucano i ajudar en el finançament de la compra de 3 Embraer EMB 314 Super Tucano.
En 2014, Mozambique News i Clippings 256 (Hanlon, J) informaren el següent: "L'empresa romanesa Aerostar ha completat la revisió i actualització dels vuit MiG-21 de la Força Aèria de Moçambic, alguns dels quals no havien volat operacionalment des de fa més de 20 anys. El paquet també inclou la revisió d'un avió d'entrenament L-39 juntament amb sis avions de combat MiG-21 d'un sol pilot i dos MiG-21 de dos pilots d'entrenament, així com un programa d'entrenament per al personal de terra i pilots. També es van lliurar dos avions d'entrenament bàsic R-40S. Sis MiG-21 estan de tornada a Moçambic amb els dos avions enviats des de Romania a principis de juliol".

### Inventari actual
| Aparell            | Origen         | Tipus       | Variant | En servei | Notes |
| ------------------ | -------------- | ----------- | ------- | --------- | ----- |
| MiG-21             | Unió Soviètica | combat      |         | 8         |       |
| Transport          |                |             |         |           |       |
| An-26              | Ucraïna        | transport   |         | 2         |       |
| Helicòpters        |                |             |         |           |       |
| Mil Mi-8           | Rússia         | utilitat    |         | 2         |       |
| Mil Mi-24          | Rússia         | atac        | Mi-25   | 2         |       |
| Avió d'entrenament |                |             |         |           |       |
| Aero L-39          | Txèquia        | entrenament |         | 1         |       |

## Equipament naval
- Patrullera costanera classe PCI (3 ordenats, no operatives)
- Pebane (P-001) de l'armada espanyola Dragonera (P-32) (85 tones, 32 metres) transferir després de rehabilitades en 2012 per l'Armada Espanyola.[17] per un preu simbòlic (€100).

Hi ha al voltant de 2.000 personal de l'Armada.
Al setembre de 2004 es va informar que l'Armada de Sud-àfrica va donar dues de les seves Namacurra a la Marina de Moçambic. Els vaixells es muntaren a la drassana naval de Simon's Town i foren equipades amb motors fora borda i equips de navegació donats per la Marina francesa. El reposador de greix Marne (A360) de .a Marina francesa classe Durance fou lliurat a Maputo en el camí a la seva àrea operacional ALINDIEN àrea operativa a l'oceà Índic després d'una reparació aCiutat del Cap.
La drassana francesa CMN Group confirmà una comanda important de Moçambic que inclou 6 patrulleres i interceptors.